# تپه قلعه و ده کهنه گلی
تپه قلعه و ده کهنه گلی مربوط به دوران‌های تاریخی پس از اسلام است و در شهرستان سقز، بخش مرکزی، روستای کنده سوره واقع شده و این اثر در تاریخ ۲۳ شهریور ۱۳۸۲ با شمارهٔ ثبت ۱۰۰۷۸ به‌عنوان یکی از آثار ملی ایران به ثبت رسیده است.